# Liste der Berliner Meilensteine
Diese Liste führt die Berliner Meilensteine auf, die nach dem Zweiten Weltkrieg in ganz Westdeutschland verteilt aufgestellt wurden, um das Bewusstsein für das damals geteilte Berlin, insbesondere auch das umschlossene West-Berlin wachzuhalten.

## Alternative Bezeichnungen
- Berliner Kilometerstein, Berliner Meilenstein (BM), Berliner Gedenksteine, Erinnerungsstein
- Meilenstein, Postmeilensteine/Chausseemeilensteine, Distanzstein, Viertelmeilenstein, Halbmeilenstein, Ganzmeilenstein, Ganzmeilenobelisk, Distanzsäule, Rundkopfmeilenstein, Kugelmeilenstein, Fünfkilometerstein, Myriameterstein[1]

## Künstler (Häufigkeit)
- Sintenis-Steine[2] / Bärenrelief von Renée Sintenis (94)
- Bärenskulptur[3] / Bärenstatue von Hildebert Kliem (9)
- Bärenstatue von Renée Sintenis (3)
- Ernst Kibler (1)
- Lily Voigt (1)
- Ernst Gorsemann (1)
- Herbert Lungwitz (1)
- Georg Schubert (1)
- Otto Waldner (1)
- Arnold Schlick (1)

## Liste
| Koordinaten / Ort / Inschrift mit Distanz | Standort | Bild                                                              | Bemerkungen |
| ----------------------------------------- | --- | ----------------------------------------------------------------- | --- |
| Aachen                                    | ⊙ Berliner Ring, Autobahnauffahrt A 544                                                                                             |                                                                   | 1964, neue Skulptur 1998. siehe auch Liste der Denkmäler, Brunnen und Skulpturen in Aachen |
| Aachen-Europaplatz                        | ⊙Europaplatz, Autobahnauffahrt A 544                                                                                                |                                                                   | Erinnerungsstein Berliner Bär. Baudenkmal, Nr.: 05334002 A 03603 Kunststein aus Portlandzement, gefertigt durch die Fa. Dyckerhoff aus Wiesbaden, nach Vorlage der Bildhauerin Renée Sintenis. Eingemeißelt wurde der Stadtname Berlin, wie auch eine Kilometerangabe von 623,5 km. Westlichster Kilometerstein des Typus. |
| Alfeld (Leine)                            | ⊙ Kaiser-Wilhelm-Straße BERLIN 300 Km                                                                                               |                                                                   | |
| Alsdorf                                   | ⊙ Luisenstraße BERLIN 622 km |                                                                   | Erinnerungsstein / Baudenkmal |
| Alsfeld                                   | ⊙ BERLIN 450 Km |                                                                   | |
| Bad Bentheim                              | ⊙ BERLIN 478 KM |                                                                   | An der A30, gerade nach dem Rastplatz Bentheimer Wald, kurz nach dem Grenzübergang von der Niederlande in Richtung Osnabrück |
| Bad Bergzabern                            | ⊙ BERLIN 730 KM |                                                                   | |
| Bad Homburg                               | Kurpark BERLIN 548 km |                                                                   | |
| Bad Münster am Stein-Ebernburg            | Berliner Straße BERLIN 641 KM | Meilenstein mit Inschrift Berlin, Wappentier Berliner Bär, 641 km | |
| Bad Nenndorf                              | ⊙ Vor der Landgrafen-Therme BERLIN 305 Km                                                                                           |                                                                   | |
| Bad Orb                                   | ⊙ am Beginn der Frankfurter Straße 499 km                                                                                           |                                                                   | |
| Bad Schwalbach                            | ⊙ Berlin 591 KM BAD SCHWALBACH |                                                                   | |
| Bad Vilbel                                | BERLIN 560 KM |                                                                   | |
| Baden-Baden                               | ⊙ Bundesstraße 500 BERLIN 720 km |                                                                   | |
| Berlin-Nikolassee                         | ⊙ A 115, Nähe Checkpoint Bravo |                                                                   | 1956 |
| Berlin-Staaken                            | ⊙ Heerstraße, in Höhe von Haus Nr. 691                                                                                              |                                                                   | 1968, Baudenkmal, siehe auch weitere Fotos von Künstlerin Lily Voigt |
| Berlin-Wilmersdorf                        | Missing in OSM! ⊙ Innenhof des Rathauses Wilmersdorf Berlin 1987                                                                    |                                                                   | 1988, Geschenk der Bank für Handel und Industrie AG zur 750-Jahr-Feier Berlin 1987 siehe auch Berliner Bär (Hildebert Kliem) unklar warum es ein Meilenstein war |
| Beverungen                                | ⊙ An der Burg/Ecke Kolpingstraße BERLIN 381 Km                                                                                      |                                                                   | |
| Bielefeld                                 | ⊙ Willy-Brandt-Platz BERLIN 250 km?                                                                                                 |                                                                   | 1959 aufgestellt, 1993 wurde der Berliner Platz in Bielefeld in Willy-Brandt-Platz umbenannt. |
| Bingen am Rhein                           | ⊙ Kulturufer am Rhein, Hindenburganlage BERLIN 597 KM                                                                               |                                                                   | Aufgestellt vermutlich in den 70er Jahren. Restauriert 2011. |
| Bonn                                      | ⊙ Berliner Freiheit/Sandkaule BERLIN 570 km                                                                                         |                                                                   | siehe Künstlerin Renée Sintenis |
| Bonn-Friesdorf                            | ⊙ Klufterplatz Berlin 585 km |                                                                   | 12.09.1968, Gesangsvereins „Liederkranz“, Baudenkmal |
| Braunschweig                              | ⊙ Berliner Platz/Braunschweig Hauptbahnhof BERLIN 229 km                                                                            |                                                                   | siehe Künstlerin Renée Sintenis |
| Braunschweig-Wenden                       | ⊙ Geibelstraße |                                                                   | Aufgestellt am 17.05.1985 als Bronzeskulptur (Höhe 55 cm) auf einem Sockel aus Waschbeton, unbekannter Künstler, Als die Statue aufgestellt wurde, war Wenden noch eine eigenständige Stadt vor den Toren Braunschweigs. |
| Bremen                                    | ⊙ Wallanlagen |                                                                   | 1955, Baudenkmal Nr. 1193,T008 Laut Landesamt für Denkmalpflege handelt es sich um einen „Berliner Bären“, aber die Skulptur weicht ikonographisch von der für diesen üblichen Darstellungsweise ab. Das Berliner Wappentier steht aufgerichtet auf den Hinterbeinen, die Bremer Figur hingegen auf allen vier Beinen. Möglicherweise ist die Abweichung dadurch zu erklären, dass eine bereits vor 1935 modellierte Skulptur für den Denkmalzweck weiterverwendet wurde. Siehe auch Liste der Denkmale und Standbilder der Stadt Bremen und Künstler Ernst Gorsemann |
| Bremen                                    | ⊙ ehemals Leher Heerstraße 127 |                                                                   | Replik/Duplikat der Skulptur in den Wallanlagen. Die Skulptur weicht ikonographisch von der üblichen Darstellungsweise ab. Das Berliner Wappentier steht aufgerichtet auf den Hinterbeinen, die Bremer Figur hingegen auf allen vier Beinen. An der Leher Heerstraße erinnerte der Bär nicht an die Stadt Berlin, sondern an das Wohnhaus des Bildhauers Ernst Gorsemann. |
| Bückeburg                                 | ⊙ Schloßgartenstraße BERLIN 343 KM                                                                                                  |                                                                   | |
| Büsum                                     | ⊙ Alleestraße BERLIN 415 km |                                                                   | siehe Künstlerin Renée Sintenis |
| Denzlingen                                | ⊙ BERLIN 825 km |                                                                   | |
| Detmold                                   | ⊙ BERLIN 383 Km |                                                                   | |
| Dornstadt                                 | ⊙ An der Einfahrt zur Autobahnmeisterei Ulm-Dornstadt BERLIN 800 km                                                                 |                                                                   | Der Stein stand bis zum Ausbau der A8 auf sechs Spuren einige Kilometer vor dem Drackensteiner Hang bei Kilometer 144 zwischen der Anschlussstelle Merklingen und dem Autobahnrastplatz Widderstall in Fahrtrichtung Stuttgart. Danach wurde der Stein an der Einfahrt zur Autobahnmeisterei Ulm-Dornstadt aufgestellt. |
| Dortmund-Mitte                            | ⊙ Ecke Ostwall/Kleppingstraße BERLIN 472 km                                                                                         |                                                                   | 1975, Kuratorium Unteilbares Deutschland |
| Düsseldorf-Friedrichstadt                 | ⊙ Berliner Allee/Ernst-Reuter-Platz BERLIN                                                                                          |                                                                   | 1960, Bärenstatue, Baudenkmal siehe auch Berliner Allee und Liste von Kunstwerken im öffentlichen Raum in Düsseldorf |
| Eichstätt                                 | ⊙ A 9, Ausfahrt der Autobahnraststätte Köschinger Forst Berlin 500 km                                                               |                                                                   | Rechts neben dem Beschleunigungsstreifen. In jüngerer Zeit rot gefärbter Sintenis-Bär. siehe Künstlerin Renée Sintenis |
| Eltville am Rhein                         | Kloster Eberbach |                                                                   | |
| Erlangen                                  | BERLIN 432 km |                                                                   | siehe Künstlerin Renée Sintenis |
| Essen                                     | ⊙ Berliner Platz |                                                                   | seit 1959 im Grugapark (Höhe 3 m aus Anröchter Dolomit), seit 10.07.1964 am Berliner Platz, Baudenkmal Inschrift DENKT AN BERLIN siehe Bildhauer Herbert Lungwitz |
| Frankenthal (Pfalz)                       | BERLIN 600 Km |                                                                   | siehe Künstler Georg Schubert (1899–1968) |
| Frankfurt am Main                         | ⊙ vor dem Luftbrückendenkmal am FRAPORT im Denkmal-Ensemble Luftbrückendenkmal                                                      |                                                                   | 1958, siehe Künstlerin Renée Sintenis |
| Freiburg im Breisgau                      | ⊙ Auf dem Fahnenbergplatz |                                                                   | |
| Fürth                                     | Koordinaten fehlen! Hilf mit. |                                                                   | |
| Gamsen                                    | ⊙ Hamburger Straße BERLIN 234 Km |                                                                   | privat aufgestellt |
| Gernsheim                                 | Europa-Garten |                                                                   | |
| Goslar                                    | ⊙ Okerstraße BERLIN 265 Km |                                                                   | |
| Göttingen                                 | ⊙ Auf dem Heinz-Erhardt-Platz (Weender Straße, Ecke Berliner Straße) BERLIN 325 Km                                                  |                                                                   | Geschaffen von „Bildhauermeister Georg Schorn der Firma Eichler“, eingeweiht am 17. Juni 1960. Ein gleichartiger Stein stand in Göttingen am Haupteingang zur Zieten-Kaserne. |
| Gummersbach                               | Berliner Platz |                                                                   | Baudenkmal |
| Gütersloh-Spexard                         | ⊙ A2 Fragment des ersten Steins: Plümersweg / Ecke Im Brock ⊙ 400 km                                                                |                                                                   | 1954 auf dem Mittelstreifen der bei Kilometer 349,68 auf der A 2 aufgestellt, Die Angabe BERLIN 400 km bezog sich auf die Entfernung zum Brandenburger Tor. Zwischen 18.10.1962 und 10.06.1996 stand der Meilenstein auf dem Seitenstreifen in Fahrtrichtung Hannover. Am 10.09.1996 bei einem LKW-Unfall zerstört, seit 2017 wurden die Fragmente zu einem Bärenrelief zusammengesetzt und beim jährlichen Straßenfest Im Brock 4 enthüllt. |
| Hagen                                     | ⊙ Berliner Platz BERLIN 500 Km |                                                                   | |
| Hameln                                    | Berliner Platz 350 km |                                                                   | Bundesstraße 1, 350 km |
| Hannover                                  | Berliner Allee BERLIN 280 km |                                                                   | siehe Künstlerin Renée Sintenis |
| Harrislee                                 | 502 km |                                                                   | |
| Heide (Holstein)                          | ⊙ Bahnhofstraße |                                                                   | |
| Heilbronn                                 | ⊙ Berliner Platz |                                                                   | 1960 als Brunnen an der Ecke Sülmerstraße/Berliner Platz, 1978–1980 eingelagert, 1981–2011 in reduzierter Form als Bärenstatue auf dem Mittelstreifen der benachbarten Allee, danach wieder in der Stadtgärtnerei eingelagert, seit 2016 am Eingang des Stadttheaters siehe Skulpturen in Heilbronn und Bärenbrunnen vom Künstler Ernst Kibler |
| Helgoland                                 | ⊙ Klippenrandweg im Oberland 456 km                                                                                                 |                                                                   | 1983 siehe auch Berliner Bär (Hildebert Kliem) |
| Helmstedt                                 | ⊙ Bahnhofsvorplatz |                                                                   | |
| Helmstedt, Ortsteil Bad Helmstedt         | ⊙ Kurpark, am Quellenhofteich |                                                                   | |
| Hemmingen-Westerfeld                      | ⊙ Berliner Straße |                                                                   | abgegangenes Baudenkmal, angeblich eingelagert |
| Hildesheim                                | ⊙ Schützenallee |                                                                   | |
| Kassel                                    | ⊙ Platz der Deutschen Einheit BERLINER BRÜCKE                                                                                       |                                                                   | |
| Kaufbeuren                                | ⊙ vor dem Hallenbad |                                                                   | 1983 |
| Kempten (Allgäu)                          | ⊙ Kaufbeurer Straße / Adenauerring NACH BERLIN 681 Km                                                                               |                                                                   | |
| Kiel                                      | Koordinaten fehlen! Hilf mit. |                                                                   | |
| Konstanz                                  | ⊙ Obere Laube |                                                                   | 1977 errichtet |
| Langenfeld (Rheinland)                    | ⊙ Berliner Platz |                                                                   | Baudenkmal |
| Lauenstadt                                | ⊙ BERLIN 300 km – BONN 300 km |                                                                   | Dieser Stein ist von Berlin und Bonn ungefähr gleich weit entfernt. |
| Limburg an der Lahn                       | ⊙ |                                                                   | |
| Lindau-Reutin                             | ⊙ Berliner Platz, mit Inschrift: BERLINER PLATZ                                                                                     |                                                                   | Statue von Renée Sintenis (vgl. Düsseldorf), errichtet 1962, Baudenkmal |
| Lübeck                                    | ⊙ Berliner Platz 318 km |                                                                   | Koordinaten gemäß Foto |
| Lüneburg                                  | Schießgrabenstraße BERLIN 260 Km |                                                                   | Aufgestellt am 17. Juni 1958. |
| Ludwigshafen                              | |                                                                   | |
| Mainz                                     | ⊙ am linksrheinischen Brückenkopf der Theodor-Heuss-Brücke BERLIN 563 Km                                                            |                                                                   | |
| Mannheim                                  | ⊙ Wilhelm-Varnholt-Allee, Anfang der ehemaligen A 656                                                                               |                                                                   | 1959, erneuert 1964 |
| Marburg                                   | ⊙ Wilhelmsplatz BERLIN 460 KM |                                                                   | |
| Merklingen                                | A 8 |                                                                   | |
| Minden                                    | Klausenwall |                                                                   | Baudenkmal, siehe auch Berliner Kilometerstein (Minden) |
| Minden-Rodenbeck                          | Ecke Berliner Allee/Schwabenring |                                                                   | Baudenkmal |
| Mönchengladbach                           | Hohenzollernstraße |                                                                   | Baudenkmal |
| München                                   | A 9 |                                                                   | 1962, siehe auch Berliner Bär (München), Liste Münchner Denkmäler und Liste der Kunstwerke im öffentlichen Raum in München |
| Münster                                   | ⊙ Berliner Platz/Bahnhofstraße |                                                                   | Bildhauer Arnold Schlick |
| Neumarkt in der Oberpfalz                 | ⊙ Kurt-Romstöck-Ring |                                                                   | 1989, siehe auch Berliner Bär (Hildebert Kliem) |
| Neustadt in Holstein                      | ⊙ Berliner Platz |                                                                   | |
| Norderstedt                               | Ulzburger Straße 440, NS-Harksheide, ursprünglich auf der anderen Straßenseite in der Vorgängergemeinde Friedrichsgabe aufgestellt. |                                                                   | |
| Nümbrecht                                 | ⊙ Kurpark („Berliner Platz“) |                                                                   | 1974 oder kurz zuvor, siehe auch Berliner Bär (Hildebert Kliem), Skulpturen |
| Oberhausen                                | ⊙ |                                                                   | 1962, Baudenkmal, siehe auch Liste von Kunstwerken im öffentlichen Raum in Oberhausen und Otto Waldner |
| Oberursel                                 | 530 km |                                                                   | |
| Ochsendorf                                | ⊙ Mittelstreifen der A2 bei Ochsendorf BERLIN 200 Km                                                                                |                                                                   | |
| Osterode am Harz                          | 292 km |                                                                   | |
| Peine                                     | ⊙ Schwarzer Weg, Ecke Celler Straße                                                                                                 |                                                                   | |
| Rastatt                                   | ⊙ Karlsruher Straße, vor Haus Nr. 22                                                                                                |                                                                   | |
| Ravensburg                                | ⊙ Marienplatz, vor Haus Nr. 69 |                                                                   | |
| Reinhardshausen                           | ⊙ Quellenstraße |                                                                   | 1986 |
| Ronnenberg                                | ⊙ Ihme-Roloven, Ecke Hannoversche Straße / Hiddestorfer Straße 312 km                                                               |                                                                   | 1967, siehe auch Baudenkmal. Bärenskulptur des Bildhauers Hildebert Kliem. |
| Saarbrücken                               | ⊙ Bundesstraße 41, Auffahrt zur Wilhelm-Heinrich-Brücke, Ecke Berliner Promenade                                                    |                                                                   | 1959 |
| Schöningen                                | ⊙ An der St. Vincenz Kirche |                                                                   | |
| Schwetzingen                              | ⊙ Berliner Platz BERLIN 645 Km |                                                                   | |
| Seedorf-Berlin                            | ⊙ Potsdamer Platz |                                                                   | |
| Seesen                                    | ⊙ Braunschweiger Straße |                                                                   | 1968 |
| Siegen                                    | ⊙ Ecke Kölner Straße/Kölner Tor |                                                                   | 1974 |
| Speyer                                    | ⊙ BERLIN 660 km |                                                                   | 06.10.1963 |
| Solingen-Ohligs                           | ⊙ Berliner Brücke |                                                                   | 1964, Baudenkmal |
| Syke                                      | Bundesstraße 6 |                                                                   | Baudenkmal, siehe auch Berliner Meilenstein (Syke) |
| Travemünde                                | ⊙ Auf dem Baggersand |                                                                   | |
| Uetersen                                  | Berliner Straße |                                                                   | |
| Uslar                                     | |                                                                   | |
| Varel                                     | Oldenburger Straße zwischen Tweehörn und Büppeler Weg                                                                               |                                                                   | |
| Velpke                                    | ⊙ Meinkoter Straße BERLIN 170 Km |                                                                   | |
| Wehrden                                   | ⊙ Am Fähranleger / Ersatzübergangsstelle BERLIN 392 Km                                                                              |                                                                   | |
| Weinheim                                  | ⊙ Mannheimer Straße BERLIN 617 Km                                                                                                   |                                                                   | |
| Wiesbaden                                 | Berliner Straße |                                                                   | |
| Wilberg                                   | ⊙ Bundesstraße 239 Detmolder Straße BERLIN 238,4 M.                                                                                 |                                                                   | umgearbeiteter Lippischer Viertelmeilenstein auf einer Grünfläche am Abzweig der K 93 |
| Wolfsburg                                 | ⊙ Siemensstraße |                                                                   | |
| Wolfsburg                                 | ⊙ BERLINER BRÜCKE 30. MÄRZ 1957 |                                                                   | |
| Wolfsburg                                 | ⊙ Berliner Ring |                                                                   | Bildhauer Anatol Buchholtz (1927–2011) |
| Würzburg                                  | ⊙ Berliner Platz 493 km |                                                                   | |
| Wuppertal-Oberbarmen                      | Berliner Platz |                                                                   | Baudenkmal („Berliner Platz“) |

### Ausland
| Ort                     | Standort                                                                          | Bild | Bemerkungen                                                                                      |
| ----------------------- | --------------------------------------------------------------------------------- | ---- | ------------------------------------------------------------------------------------------------ |
| Dallas                  | ⊙ Texas State Fair Park                                                           |      | 1970, siehe auch Berliner Bär (Hildebert Kliem)                                                  |
| Elba                    | Koordinaten fehlen! Hilf mit.                                                     |      |                                                                                                  |
| Graz                    | BERLIN-GRAZ                                                                       |      |                                                                                                  |
| Groningen               | Koordinaten fehlen! Hilf mit.                                                     |      |                                                                                                  |
| Kabul                   | ⊙ Kabul International Airport, am Zugang zum amerikanischen Militärterminal       |      |                                                                                                  |
| Madrid                  | ⊙ Parque de Berlín                                                                |      | 1967, siehe auch weitere Fotos                                                                   |
| New Orleans (Louisiana) | früher im Deutschen Haus                                                          |      | Das Deutsche Haus wurde 2010 geräumt und 2011 abgerissen.                                        |
| Reykjavík               | ⊙ Þingholtstorg, in der Nähe der Deutschen Botschaft                              |      | 1967, siehe auch Berliner Bär (Hildebert Kliem)                                                  |
| Santiago de Chile       | ⊙ früher 'Plaza de Berlin'                                                        |      | 1972, in der Nähe der Deutschen Schule, 2013 umgesetzt siehe auch Berliner Bär (Hildebert Kliem) |
| Triest                  | Koordinaten fehlen! Hilf mit.                                                     |      |                                                                                                  |
| Windhoek                | BERLIN 11000 km Deutsche Höhere Privatschule Church Street 11–15 Windhoek Namibia |      |                                                                                                  |
| Zürich                  | Koordinaten fehlen! Hilf mit.                                                     |      |                                                                                                  |